# Arcoverde
Arcoverde is een gemeente in de Braziliaanse deelstaat Pernambuco. De gemeente telt 70.000 inwoners (schatting 2009).

## Geboren in Arcoverde
- Luís Ribeiro Pinto Neto, "Lula" (1946-2022), voetballer